# Лазар Тодоров
Лазар (Лазо) Тодоров Йосифов, известен като Бабаит, Фертика, или Фертико, е български революционер, деец на Вътрешната македоно-одринска революционна организация и Вътрешн македонска революционна организация.

## Биография
Лазар Тодоров е роден в 1885 година в град Щип, тогава в Османската империя. Брат е на Панчо Тодоров. Влиза във ВМОРО и в 1907 – 1908 година е четник при Ефрем Чучков и Стоян Мишев в родното му Щипско. От 1910 година е самостоятелен войвода в Тиквеш.
При избухването на Балканската война в 1912 година Тодоров е доброволец в Македоно-одринското опълчение и служи в четата на Тодор Александров, а по-късно в 1 рота на 13 кукушка дружина. От декември 1913 година пак е войвода на ВМОРО, в окупирания от Сърбия Тиквеш. В 1914 година действа в Кумановската околия, а в 1915 година – в Светиниколската. В навечерието на намесата на България в Първата световна война четата на Тодоров ликвидира телеграфната мрежа в Светиниколско и участва в серия сражения със сръбски части. Заедно с българските части влиза в Скопие.
| Щипска чета на Лазо Тодоров, 1914 година | Щипска чета на Лазо Тодоров, 1914 година | Щипска чета на Лазо Тодоров, 1914 година | Щипска чета на Лазо Тодоров, 1914 година | Щипска чета на Лазо Тодоров, 1914 година |
| Номер                                    | Име                                      | Селище                                   | Околия                                   | Забележка                                |
| ---------------------------------------- | ---------------------------------------- | ---------------------------------------- | ---------------------------------------- | ---------------------------------------- |
| 1.                                       | Лазо Тодоров                             | Щип                                      | Щипско                                   |                                          |
| 2.                                       | Никола Петров                            |                                          | Тиквеш                                   |                                          |
| 3.                                       | Никола Попспиров                         | Щип                                      | Щипско                                   |                                          |
| 4.                                       | Никола Ихчиев                            | Кюстендил                                | Кюстендилско                             |                                          |
| 5.                                       | Славе Иванов                             | Щип                                      | Щипско                                   |                                          |
| 6.                                       | Божко                                    | Велес                                    | Велешко                                  |                                          |

През Първата световна война е подофицер в партизанската рота на поручик Никола Лефтеров. След войната участва във възстановяването на революционната организация и след 1920 година действа в Щипско. Тодоров е сред противниците на Тодор Александров и през април-май влиза в Централния комитет на Македонската федеративна организация заедно с Крум Зографов, Александър Панов, Григор Циклев, Велко Мандарчев и Заре Секулички.
Убит е в София по нареждане на Тодор Александров през 1923 година.